# CMLL-REINA International Junior Championship

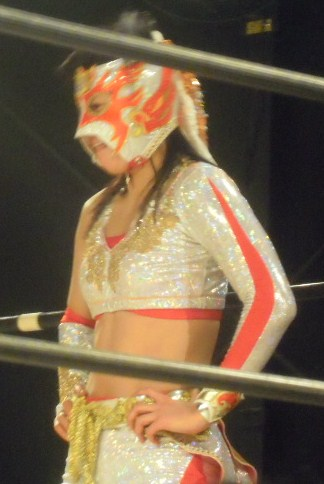
Ray, primera campeona.

El Campeonato Internacional Junior CMLL-REINA es un campeonato femenil promovido por el Consejo Mundial de Lucha Libre y Universal Woman's Pro Wrestling REINA. Este campeonato es exclusivo para luchadoras con menos de 10 años de carrera profesional.

## Torneo por el título
El torneo de inició el 14 de agosto de 2011 y la final se realizó en el Tōbu Friend Hall de Edogawa, Tokio el 10 de septiembre de 2011 durante el evento "REINA 12".

### Desarrollo
|  | Cuartos de final  | Cuartos de final | Cuartos de final |         |                | Semifinales    | Semifinales | Semifinales |  |     | Final | Final | Final |  |
|  |                   |                  |                  |         |                |                |             |             |  |     |       |       |       |  |
|  |                   |                  |                  |         |                |                |             |             |  |     |       |       |       |  |
|  | Luscious Latasha  | Luscious Latasha | 9:55             |         |                |                |             |             |  |     |       |       |       |  |
|  | Luscious Latasha  | Luscious Latasha | 9:55             |         |                |                |             |             |  |     |       |       |       |  |
|  | Ray               | Ray              | W                |         |                |                |             |             |  |     |       |       |       |  |
|  | Ray               | Ray              | W                |         | Ray            | Ray            | W           |             |  |     |       |       |       |  |
|  |                   |                  |                  |         | Ray            | Ray            | W           |             |  |     |       |       |       |  |
|  |                   |                  | Mia Yim          | Mia Yim | 10:43          |                |             |             |  |     |       |       |       |  |
|  | Mia Yim           | Mia Yim          | Mia Yim          | Mia Yim | 10:43          | W              |             |             |  |     |       |       |       |  |
|  | Mia Yim           | Mia Yim          |                  |         |                |                |             |             |  |     |       |       |       |  |
|  | Saya              | Saya             | 7:59             |         |                |                |             |             |  |     |       |       |       |  |
|  | Saya              | Saya             | 7:59             |         |                |                |             |             |  | Ray | Ray   | W     |       |  |
|  |                   |                  |                  |         |                |                |             |             |  | Ray | Ray   | W     |       |  |
|  |                   |                  | Zeuxis           | Zeuxis  | 10:39          |                |             |             |  |     |       |       |       |  |
|  | Dama de Hierro    | Dama de Hierro   | Zeuxis           | Zeuxis  | 10:39          | 8:25           |             |             |  |     |       |       |       |  |
|  | Dama de Hierro    | Dama de Hierro   |                  |         |                |                |             |             |  |     |       |       |       |  |
|  | Sendai Sachiko    | Sendai Sachiko   | W                |         |                |                |             |             |  |     |       |       |       |  |
|  | Sendai Sachiko    | Sendai Sachiko   | W                |         | Sendai Sachiko | Sendai Sachiko | 9:24        |             |  |     |       |       |       |  |
|  |                   |                  |                  |         | Sendai Sachiko | Sendai Sachiko | 9:24        |             |  |     |       |       |       |  |
|  |                   |                  | Zeuxis           | Zeuxis  | W              |                |             |             |  |     |       |       |       |  |
|  | (Automáticamente) |                  | Zeuxis           | Zeuxis  | W              |                |             |             |  |     |       |       |       |  |
|  |                   |                  |                  |         |                |                |             |             |  |     |       |       |       |  |
|  | Zeuxis            | Zeuxis           | W                |         |                |                |             |             |  |     |       |       |       |  |
|  | Zeuxis            | Zeuxis           | W                |         |                |                |             |             |  |     |       |       |       |  |
|  |                   |                  |                  |         |                |                |             |             |  |     |       |       |       |  |

## Historia
El 7 de agosto de 2011 se anunció la creación del Campeonato Internacional Junior del CMLL-REINA, en el cual se obtendría a la primera campeona a través de una eliminatoria que contaría con luchadoras de ambas empresas. En dicho torneo, la luchadora puertorriqueña Zeuxis fue colocada automáticamente en una de las semifinales, debido a la gran demostración que hizo a lo largo de su primera gira por Japón, según el CMLL. El 10 de septiembre de 2011 desde el Tōbu Friend Hall de Edogawa, Tokio, Ray derrotó a Zeuxis en un Two Out of Three Falls Match, convirtiéndose así en la primera Campeona Internacional Junior del CMLL-REINA.
El 11 de octubre de 2011 el Consejo Mundial de Lucha Libre realizó un Torneo Cibernético para sacar a la retadora en contra de Ray por el título. A la semana siguiente, el 18 de octubre Silueta se convirtió en la nueva campeona tras realizar un Superplex a la japonesa Ray, convirtienose así en la segunda campeona.

## Campeona actual
La actual campeona es Keira, quien se encuentra en su primer reinado. Keira derrotó a Silueta el 28 de enero de 2017 en la función Chairos 8 de la promotora Lucha Memes celebrada en la Arena Naucalpán.

## Lista de campeones
| Campeona | Luchadora     | Reinado | Fecha:                   | Días de reinado | Evento                     | Lugar                             |
| -------- | ------------- | ------- | ------------------------ | --------------- | -------------------------- | --------------------------------- |
| 1        | Ray           | 1       | 10 de septiembre de 2011 | 38              | REINA 13                   | Edogawa, Tokio, Japón             |
| 2        | Silueta       | 1       | 18 de octubre de 2011    | 594             | Martes de Glamour          | Ciudad de México                  |
| 3        | Zeuxis        | 1       | 4 de junio de 2013       | 425             | Martes de Glamour          | Guadalajara, Jalisco, México      |
| 4        | Silueta       | 2       | 3 de agosto de 2014      | 5               | Domingo Familiar           | Ciudad de México                  |
| 5        | Maki Narumiya | 1       | 8 de agosto de 2014      | 22              | CMLL-REINA Fiesta          | Warabi, Saitama, Japan            |
| 6        | Silueta       | 3       | 30 de agosto de 2014     | 3852            | CMLL-REINA Fiesta 2014     | Bunkyo, Tokyo, Japan              |
| 7        | Keira         | 1       | 28 de enero de 2017      | 2970            | CMLL-Lucha Memes Chairos 8 | Naucalpán, Edo. De México, México |

## Reinados más largos
| Luchador      | Días | Fecha en que ganó        | Fecha en que perdió   | Notas            |
| ------------- | ---- | ------------------------ | --------------------- | ---------------- |
| Silueta       | 594  | 18 de octubre de 2011    | 4 de junio de 2013    | Primer reinado   |
| Zeuxis        | 425  | 4 de junio de 2013       | 3 de agosto de 2014   | Primer reinado   |
| Silueta       | 3852 | Actual Campeona          | 30 de agosto de 2014  | Tercer reinado   |
| Ray           | 38   | 10 de septiembre de 2011 | 18 de octubre de 2011 | Primera campeona |
| Maki Narumiya | 22   | 8 de agosto de 2014      | 30 de agosto de 2014  | Primer reinado   |

## Datos interesantes
- Reinado más largo: Silueta, 594 días.
- Reinado más corto: Silueta, 5 días.
- Campeona más vieja: Ray, 29 años y 208 días.
- Campeona más joven: Zeuxis, 24 años y 213 días.
- Campeona más pesada: Zeuxis, 64 kg (141 lb).
- Campeona más liviana: Ray, 53 kg (117 lb).